# Tra di noi
Tra di noi è un singolo del gruppo musicale italiano Tiromancino, pubblicato il 24 giugno 2016 come secondo estratto dall'undicesimo album in studio Nel respiro del mondo.